# 薩米爾·桑托斯
萨米尔·卡埃塔诺·德索萨·桑托斯（葡萄牙語：Samir Caetano de Souza Santos，1994年12月5日—），巴西職業足球員，司職中後衛，現效力於墨西哥足球超級聯賽球會堤格雷斯。

## 俱樂部生涯
薩米爾出道於法林明高，2016年1月他以400萬歐元的價格轉會至烏迪內斯，此前他還曾租借效力過維羅納。
屈福特官方宣佈，正式從烏迪內斯引進巴西中衛薩米爾，雙方簽約至2025年6月。

## 國家隊生涯
薩米爾還曾是巴西青年隊成員，並在2019年獲得過巴西國家足球隊的徵召。

## 外部連結
- Soccerway資料庫：薩米爾·桑托斯